# Christopher J. Hadnagy
Christopher James Hadnagy amerikai szerző,    IT-vállalkozó és informatikai biztonsági szaktanácsadó.  Hadnagy közismert az IT biztonság oktatásáról és az Innocent Lives Foundation megalapításáról, mely szervezet segít a gyermekkereskedelem nyomon követésében és azonosításában.   Hadnagy a Social-Engineer.Org alapítója, mely egy IT és oktatási szervezet a számítógépes biztonság területén. Székhelye a floridai Orlandóban található. Számos kiadvány szerzője, például a Social-Engineering: The Art of Human Hacking és az Unmasking the Social Engineer: The Human Element of Security-nek.

## Karrier

### IT-vállalkozói tevékenység
2009-ben Hadnagy megalapította a Social-Engineer, LLC-t. (2009), egy céget, amely a kiberbiztonság területén biztosít oktatást és gyakorló tanfolyamokat, továbbá a black hat (illegális) hackelés elleni védelem növelését segíti. A vállalat fő hangsúlya a cégek oktatása a rosszindulatú támadók által alkalmazott módszerekről. A vállalat számos módszert alkalmaz a számítógépes biztonsági rendszerek védelmére azért, hogy a sérülékenységeket azonosítsák és a kellő biztonsági szintet fenntartsák.      Hadnagy létrehozta a social engineering penetration testing framework-öt, egy adattárat a biztonsági szakemberek számára. Erőforrásai közé tartozik a The Social-Engineer.Org Podcast és The Social-Engineer hírlevél.
Továbbá Hadnagy létrehozott egy social engineering képzést és képesítést, az Advanced Practical Social Engineering-et, amelyen rendészeti, katonai és magánszektorbeli szakemberek is részt vettek már. Hadnagy oklevelet szerzett Paul Ekman mikrokifejezések tanfolyamain, Offensive Security Certified Professional (OSCP), és Offensive Security Wireless Professional (OSWP) képesítéssel is rendelkezik. 

## A közösség bevonása és a gyermekek elleni bűncselekmények megelőzése
2017-ben Christopher Hadnagy megalapította az Innocent Lives Foundation alapítványt. Ez egy szervezet, amelynek középpontjában a gyermekek elleni bűncselekmények megelőzése áll, köztük a gyermekkereskedelem, a pedofília és a gyermekpornográfia előállítása. A szervezet különféle biztonsági technikákat alkalmaz, például IT szakemberek segítségét, nyílt forráskódú hírszerzés (OSINT) felhasználását, és a bűnüldöző szervekkel való együttműködést.   Az alapítványt számos amerikai közéleti személyiség támogatja.  

## Bibliográfia
- Social Engineering: The Science of Human Hacking, Christopher Hadnagy, 2018, John Wiley & Sons Inc. (ISBN 978-1-119-43338-5 )[25]
- Phishing Dark Waters: The Offensive and Defensive Sides of Malicious, szerző: Christopher Hadnagy, Michele Fincher és Robin Dreeke, 2015, John Wiley & Sons Inc. (ISBN 978-1-118-95847-6 )
- Unmasking the Social Engineer: The Human Element of Security, Christopher Hadnagy, 2014, John Wiley & Sons, Inc. (ISBN 978-1-118-60857-9 )
- Social Engineering: The Art of Human Hacking, Christopher Hadnagy, 2010, Wiley Publishing, Inc. (ISBN 978-0-470-63953-5 )[26]

## Könyvei fogadtatása
Hadnagy könyvei többnyire pozitív kritikákat kaptak a terület kritikusaitól és értékelőitől.   Ben Rothke, a Cybersecurity Canon munkatársa szerint: "Az Unmasking the Social Engineer: The Human Element of Security segít az olvasónak megérteni, hogy a social engineering részvétele az általános IT biztonsági programban már nem csak egy opció". A Slashdot honlapja a következtetést vonja le: "Összefoglalhatjuk a Social Engineering: The Art of Human Hacking-et két mondatban a 297. oldalról, ahol Christopher Hadnagy író írja, hogy az eszközök a social engineering munka fontos kellékei, de nem teszik sikeressé a social engineert. Egy eszköz önmagában haszontalan; de a tudás arról, hogy az eszközt hogyan lehet használni és hasznosítani, felbecsülhetetlen. Túl sokan gondolják úgy, hogy az IT biztonság és az adatvédelem egyszerűen az eszközök és programok futtatásáról szól, anélkül, hogy értenék hogyan és mire kell őket használni." Ebben a könyvben Hadnagy megmutatja, hogy az emberi elem mennyire fontos az IT biztonságon belül. Maria Patricia Prandini, az Isaca Journal Book Reviews a Phishing Dark Waters: The Offensive and Defensive Sides of Malicious című könyvet dicsérte a kiberbiztonsági technikák részletes elemzéséért, és észrevette, hogy a könyv széles olvasóközönség, nem pedig csak az informatika szakemberei számára elérhető. 

## Fordítás
Ez a szócikk részben vagy egészben  a   Christopher J. Hadnagy című angol Wikipédia-szócikk ezen változatának fordításán alapul.  Az eredeti cikk szerkesztőit annak laptörténete sorolja fel. Ez a jelzés csupán a megfogalmazás eredetét és a szerzői jogokat jelzi, nem szolgál a cikkben szereplő információk forrásmegjelöléseként.